# James Newton Howard

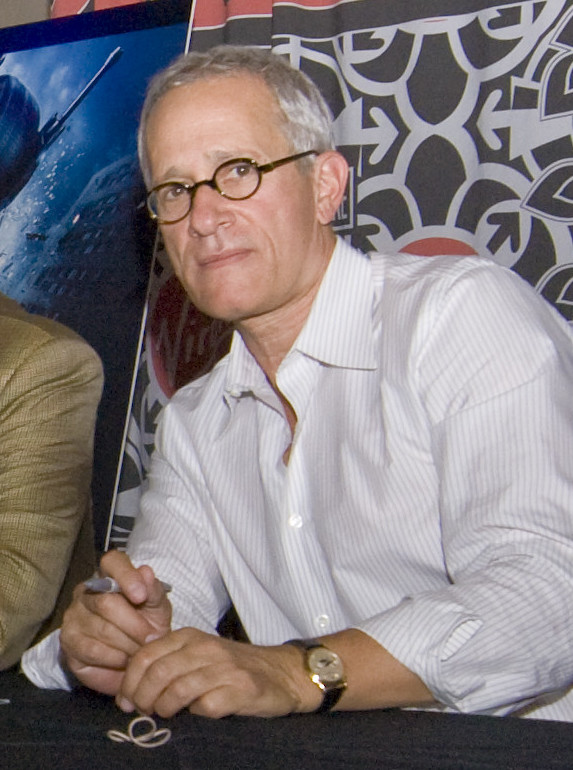
James Newton Howard (2008)

James Newton Howard (* 9. Juni 1951 in Los Angeles, Kalifornien) ist ein US-amerikanischer Filmkomponist und Musikproduzent.

## Leben
Howard wuchs in einer musikalisch verwurzelten Familie auf: Unter anderem war seine Großmutter ehemals als führende Violinistin beim Pittsburgh Symphony Orchestra tätig gewesen. Howard selbst bekam bereits im Alter von vier Jahren ersten Klavierunterricht. Nach dem Abschluss an der Highschool besuchte Howard zunächst die Music Academy of the West in Santa Barbara County. Anschließend begann er an der University of Southern California ein Musikstudium, welches er aber nach bereits sechs Wochen wieder abbrach, da er (laut eigener Aussage) lieber anderweitig praktisch tätig werden wollte.
In den 1970er Jahren spielte er als Keyboarder in der Band Mama Lion. 1975, im Alter von 24 Jahren, begann seine Zusammenarbeit mit dem britischen Popstar Elton John. Als Keyboarder begleitete er ihn nicht nur auf seinen Tourneen, sondern auch bei der Aufnahme zahlreicher Studioalben. Mitte der 1980er Jahre begann er für Filme Musik zu komponieren und schrieb 1994 das Titelthema für die Fernsehserie Emergency Room. Im gleichen Jahr entstand die Musik zu Lawrence Kasdans Western Wyatt Earp – Das Leben einer Legende. Hier arbeitete Howard erstmals mit einem großen Orchester. Er schrieb auch die Musik zu Kevin Costners Filmen Waterworld (1995) und Postman (1997).
Howard vertont verschiedene Filmgenres, von leichter Unterhaltung (French Kiss, Tage wie dieser …) über Actionfilme (Auf der Flucht, Vertical Limit) und Thriller (Zwielicht, Die Dolmetscherin) bis hin zu ernsten Dramen (Schnee, der auf Zedern fällt).
Ferner schrieb James Newton Howard die Filmmusik für die Disney-Animationsfilme Dinosaurier (2000), Atlantis – Das Geheimnis der verlorenen Stadt (2001) und Der Schatzplanet (2002). Im Jahr 2005 ersetzte Regisseur Peter Jackson für seinen Abenteuerfilm King Kong den Komponisten Howard Shore durch James Newton Howard aufgrund „unterschiedlicher kreativer Auffassungen“. Howard blieben gerade einmal sechs Wochen für seine Arbeit.
Im gleichen Jahr arbeitete er gemeinsam mit Hans Zimmer an der Comicverfilmung Batman Begins. Auch für die sehr erfolgreiche Fortsetzung, The Dark Knight, erstellte Howard im Jahr 2008 gemeinsam mit Zimmer die Filmmusik.
Im Oktober 2008 wurde er mit dem World Soundtrack Award als bester Komponist des Jahres 2008 in Gent ausgezeichnet. Wenige Monate später brachte ihm die Filmmusik zu Edward Zwicks Kriegsdrama Defiance – Für meine Brüder, die niemals aufgaben seine achte Oscar-Nominierung ein.
James Newton Howard ist Gewinner des Max Steiner Film Music Achievement Awards 2015.
Er arbeitete oft mit dem Regisseur M. Night Shyamalan zusammen und schrieb zu sieben von dessen Filmen die Musik.

## Projekte
Im Dezember 1983 spielte Howard in den Sheffield Lab Studios bei MGM in Los Angeles gemeinsam mit den Toto-Bandmitgliedern David Paich (Piano & Synthesizer), Steve Porcaro (Synthesizer), Jeff Porcaro (Drums) und Joe Porcaro (Percussion) eine Direct-to-disc-Aufnahme unter dem Namen „James Newton Howard & Friends“ ein. Zu den Aufnahmen wurde das damals Beste vom Besten in der Audiotechnik verwendet. Zusätzlich wurden auch noch die hochwertigsten Bandmaschinen (analog wie auch digital) zum Mitschnitt verwendet. Entsprechend gibt es mehrere Versionen dieses Albums auf CD – teilweise von dem Original Analogband (LIM XR 004) remastered (20-Bit-Format im Ultra Matrix Processing) aber auch digitale Überspielungen.
Am 3. November 2017 startete James Newton Howard eine Tour durch Europa, auf der er das Beste aus drei Jahrzehnten Filmmusik mit dem Tschechischen Nationalen Symphonieorchester und dem Oradea State Philharmonic Choir präsentierte. Der Komponist hatte vor dem Start der Tour Suiten aus manchen seiner Filmmusiken geschrieben. Während er diese als Dirigent mit den Musikern vortrug, wurden auf einer Leinwand Ausschnitte aus den Filmen gezeigt. Die Tour endete am 1. Dezember mit einem Konzert in Frankfurt. Insgesamt besuchten rund 22.000 Menschen die 16 Konzerte.

## Filmografie
- 1986: 8 Millionen Wege zu sterben (8 Million Ways to Die)
- 1986: Archie und Harry – Sie können’s nicht lassen (Tough Guys)
- 1987: Promised Land
- 1987: Pinguine in der Bronx (Five Corners)
- 1988: Saigon – Der Tod kennt kein Gesetz (Off Limits)
- 1989: Tap Dance
- 1989: Die Killer-Brigade (The Package)
- 1989: Die Indianer von Cleveland (Major League)
- 1990: Pretty Woman
- 1990: Flatliners – Heute ist ein schöner Tag zum Sterben (Flatliners)
- 1990: Drei Männer und eine kleine Lady (3 Men and a Little Lady)
- 1991: King Ralph
- 1991: Grand Canyon – Im Herzen der Stadt (Grand Canyon)
- 1991: Entscheidung aus Liebe – Die Geschichte von Hilary und Victor (Dying Young)
- 1991: My Girl – Meine erste Liebe (My Girl)
- 1991: Herr der Gezeiten (The Prince of Tides)
- 1991: Schuldig bei Verdacht (Guilty by Suspicion)
- 1991: Der Mann im Mond (The Man in the Moon)
- 1992: 2000 Malibu Road (Miniserie)
- 1992: Night and the City
- 1992: Glengarry Glen Ross
- 1992: Ihr größter Coup (Diggstown)
- 1993: Überleben! (Alive)
- 1993: Streets of New York (The Saint of Fort Washington)
- 1993: Falling Down – Ein ganz normaler Tag (Falling Down)
- 1993: Auf der Flucht (The Fugitive)
- 1993: Dave
- 1994: Junior
- 1994: Wyatt Earp – Das Leben einer Legende (Wyatt Earp)
- 1994: Emergency Room – Die Notaufnahme (ER, Titelmelodie der Fernsehserie)
- 1994: Begegnungen – Intersection (Intersection)
- 1995: Outbreak – Lautlose Killer (Outbreak)
- 1995: French Kiss
- 1995: Waterworld
- 1995: Restoration – Zeit der Sinnlichkeit (Restoration)
- 1995: Im Sumpf des Verbrechens (Just Cause)
- 1996: Der Sentinel – Im Auge des Jägers (The Sentinel, Fernsehserie)
- 1996: Nicht schuldig (The Juror)
- 1996: Zwielicht (Primal Fear)
- 1996: Space Jam
- 1996: Tage wie dieser … (One Fine Day)
- 1996: Der große Stromausfall – Eine Stadt im Ausnahmezustand
- 1996: Tödliche Verschwörung (The Rich Man’s Wife)
- 1996: Auge um Auge (Eye for an Eye)
- 1997: Der gebuchte Mann (Picture Perfect)
- 1997: Dante’s Peak (zusammen mit John Frizzell; komponierte nur das Hauptthema)
- 1997: Die Hochzeit meines besten Freundes (My Best Friend’s Wedding)
- 1997: Im Auftrag des Teufels (The Devil’s Advocate)
- 1997: Postman
- 1997: Ein Vater zuviel (Fathers’ Day)
- 1997: Romy und Michele (Romy and Michele’s High School Reunion)
- 1998: Ein perfekter Mord (A Perfect Murder)
- 1999: Die Braut, die sich nicht traut (Runaway Bride)
- 1999: The Sixth Sense
- 1999: Schnee, der auf Zedern fällt (Snow Falling on Cedars)
- 1999: Echoes – Stimmen aus der Zwischenwelt (Stir of Echoes)
- 2000: Unbreakable – Unzerbrechlich (Unbreakable)
- 2000: Disneys Dinosaurier (Dinosaur)
- 2000: Vertical Limit
- 2001: America’s Sweethearts
- 2001: Atlantis – Das Geheimnis der verlorenen Stadt (Atlantis: The Lost Empire)
- 2002: Signs – Zeichen (Signs)
- 2002: Der Schatzplanet (Treasure Planet)
- 2002: Jede Menge Ärger (Big Trouble)
- 2002: Club der Cäsaren (The Emperor’s Club)
- 2003: Peter Pan
- 2003: Dreamcatcher
- 2004: Hidalgo – 3000 Meilen zum Ruhm (Hidalgo)
- 2004: The Village – Das Dorf (The Village)
- 2004: Collateral
- 2005: Die Dolmetscherin (The Interpreter)
- 2005: Batman Begins (zusammen mit Hans Zimmer)
- 2005: King Kong
- 2006: Blood Diamond
- 2006: Das Mädchen aus dem Wasser (Lady in the Water)
- 2006: Die Chaoscamper (RV)
- 2006: Das Gesicht der Wahrheit (Freedomland)
- 2007: The Great Debaters (zusammen mit Peter Golub)
- 2007: I Am Legend
- 2007: Der Krieg des Charlie Wilson (Charlie Wilson’s War)
- 2007: Mein Freund, der Wasserdrache (The Water Horse: Legend of the Deep)
- 2007: Die Regeln der Gewalt (The Lookout)
- 2007: Michael Clayton
- 2008: Defiance – Für meine Brüder, die niemals aufgaben (Defiance)
- 2008: Mad Money (zusammen mit Marty Davich)
- 2008: The Dark Knight (zusammen mit Hans Zimmer)
- 2008: The Happening
- 2009: Duplicity – Gemeinsame Geheimsache (Duplicity)
- 2009: Shopaholic – Die Schnäppchenjägerin (Confessions of a Shopaholic)
- 2010: Die Legende von Aang (The Last Airbender)
- 2010: Salt
- 2010: Eine zauberhafte Nanny – Knall auf Fall in ein neues Abenteuer (Nanny McPhee and the Big Bang)
- 2010: The Tourist
- 2010: Love and other Drugs – Nebenwirkung inklusive (Love & Other Drugs)
- 2011: Gnomeo und Julia (Gnomeo and Juliet)
- 2011: Green Lantern
- 2011: Larry Crowne
- 2011: Wasser für die Elefanten (Water for Elephants)
- 2011: The Green Hornet
- 2012: Die Tribute von Panem – The Hunger Games (The Hunger Games)
- 2012: Snow White and the Huntsman
- 2012: Das Bourne Vermächtnis (The Bourne Legacy)
- 2013: After Earth
- 2013: Parkland
- 2013: Die Tribute von Panem – Catching Fire (The Hunger Games: Catching Fire)
- 2014: Maleficent – Die dunkle Fee (Maleficent)
- 2014: Cut Bank – Kleine Morde unter Nachbarn (Cut Bank)
- 2014: Nightcrawler – Jede Nacht hat ihren Preis (Nightcrawler)
- 2014: Bauernopfer – Spiel der Könige (Pawn Sacrifice)
- 2014: Die Tribute von Panem – Mockingjay Teil 1 (The Hunger Games: Mockingjay – Part 1)
- 2015: Die Tribute von Panem – Mockingjay Teil 2 (The Hunger Games: Mockingjay – Part 2)
- 2015: Erschütternde Wahrheit (Concussion)
- 2016: The Huntsman & The Ice Queen (The Huntsman: Winter’s War)
- 2016: Der lange Weg (All the Way) (Fernsehfilm)
- 2016: Phantastische Tierwesen und wo sie zu finden sind (Fantastic Beasts and Where to Find Them)
- 2017: Eine Reihe betrüblicher Ereignisse (A Series of Unfortunate Events, Fernsehserie)
- 2017: Detroit
- 2017: Roman J. Israel, Esq. – Die Wahrheit und nichts als die Wahrheit (Roman J. Israel, Esq.)
- 2018: Red Sparrow
- 2018: Der Nussknacker und die vier Reiche (The Nutcracker and the Four Realms)
- 2018: Phantastische Tierwesen: Grindelwalds Verbrechen (Fantastic Beasts: The Crimes of Grindelwald)
- 2019: Ein verborgenes Leben (A Hidden Life)
- 2020: Emily in Paris (Fernsehserie)
- 2020: Neues aus der Welt (News of the World)
- 2021: Raya und der letzte Drache (Raya and the Last Dragon)
- 2021: Jungle Cruise
- 2022: Phantastische Tierwesen: Dumbledores Geheimnisse (Fantastic Beasts: The Secrets of Dumbledore)
- 2023: Pain Hustlers
- 2023: Die Tribute von Panem – The Ballad of Songbirds and Snakes (The Hunger Games: The Ballad of Songbirds and Snakes)
- 2023: Alles Licht, das wir nicht sehen (All the Light We Cannot See, Miniserie)